# Amor vertical
Amor vertical és una pel·lícula cubana de comèdia romàntica de l'any 1997, dirigida i escrita per Arturo Sotto Díaz. La pel·lícula va ser seleccionada com la candidata de Cuba al Oscar a la millor pel·lícula de parla no anglesa durant la Septuagésima Cerimònia dels Premis de l'Acadèmia, però no va ser acceptada com nominada. També va ser nominada al Goya a la millor pel·lícula estrangera de parla hispana.

## Argument
Ernesto és un infermer faldiller que treballa en un hospital de l'Havana. Un dia comença una tòrrida història d'amor amb Estela, una jove estudiant d'arquitectura que esdevé pacient seva quan intenta suïcidar-se. El problema d'ambdós són les dificultats per trobar un lloc on fer l'amor amb tranquil·litat.

## Repartiment
- Jorge Perugorría - Ernesto Navarro Aces
- Sílvia Águila - Estela Díaz Iglesias
- Susana Pérez - Lucía
- Manuel Porto - Faustino
- Aramís Delgado - Tío Carlos
- Vicente Revuelta - El Abuelo